# 知るを楽しむ
知るを楽しむ（しるをたのしむ）は、NHK教育テレビで2005年4月4日から2010年3月25日まで放送された生涯学習番組である。副音声解説放送を実施した。

## 概要
それまで放送してきた「NHK人間講座」の内容を一新し、毎日日替わりでジャンル・内容を決めて展開する。2009年度は略称だった「知る楽」（しるらく）が正式名称となった。2010年度に解消したが、テキスト発行の際に知楽遊学を使用する。

## 放送時間
- 初回放送：毎週月 - 木曜日 22:25 - 22:50
- 再放送：次週の月 - 木曜日 5:05 - 5:30
- 再々放送：1カ月後の火、水曜日深夜（水、木曜日未明）2:00 - 2:50
火曜日深夜は月・火曜日分、水曜日深夜は水・木曜日分を再放映した。但し2005年4月は火曜日 2:00 - 2:50と水曜日 2:00 - 2:25まではNHK人間講座を再放映した。また、毎年2回程度行われる放送機器メンテナンス実施期間中は1分遅れの2:01 - 2:50に放送するとともに、放送休止地域への配慮から金曜日深夜（土曜日未明）の1:35 - 3:15に4本分をまとめて放送した。なお、再々放送は10月をもって打ち切った（11月以後はETVライブラリーに変更）。
- 総合テレビアンコール放送：毎週木曜日 10:05 - 10:55（2回連続）
2005年10月3日より2009年3月18日までは毎週月‐金曜日 10:05 - 10:30。総合テレビのみ字幕放送あり。祝日、国会中継、高校野球、大リーグ中継日は休止した。

## 番組内容
- 月曜日：「探求この世界」
前シリーズの「この人・この世界」と同じく2ヶ月間を1シリーズ。
- 火曜日：「歴史は眠らない」
歴史の中でのあらゆる事象をさまざまな方向から捉えていく。
- 水曜日：「こだわり人物伝」
2008年度まで火曜日枠にあった「私のこだわり人物伝」をリニューアル。毎月ある1人の各界での著名人を取り上げ、その人の生き方に感銘を覚えた著名人がその人の思いについて講義する。
- 木曜日：「仕事学のすすめ」
毎月企業経営者、経済関係者を1人ずつ招き、トランスレーターといわれるインタビュアーがその人の経済哲学を大いに述べる。

過去のシリーズ
- 月曜日（2005年度 - 2008年度）：「この人・この世界」
従来の人間講座と同じく2ヶ月間を1シリーズとし、各界の第一人者がその道を極めるまでの行程や、専門家ならではの視点からの評論を展開する。
なお、月曜日が5週ある場合（2005年度は5月、8月、10月、2006年1月）は過去に放映された番組から再構成して放送する。
- 火曜日「私のこだわり人物伝」
各界の著名人に影響を与えたある人物にスポットを当て1ヶ月1シリーズでその人物に対するこだわり・情熱を語る。（2005年度 - 2008年度・2005年1月1日に正月スペシャルが19時から23時放映。この時は多重音声ではなくステレオ放送）
- 水曜日
  - 「なんでも好奇心」（2005年度）
毎月国内外のある観光地にスポットを当てて、その街の歴史や観光スポットの紹介などを展開する。
  - 「人生の歩き方」（2006年度 - 2008年度）
各界著名人の人生経験から学ぶトーク番組
- 木曜日
  - 「日本語なるほど塾」（同上）
2004年度から放送を開始した番組をこのシリーズに移植。毎月日本語の研究に尽力する国語学者や作家らを講師に招き、日本語の文化について再発見する。司会:山根基世アナウンサー（2005年6月まで）、山本哲也アナウンサー（2005年7月 - ）。
  - 「歴史に好奇心」
2005年度に放映したなんでも好奇心の続編。あるモノ、文化の歴史をたどる。（2006年度 - 2008年度）レギュラー出演者として歴史探偵カーロック・ホームズ（柳家花緑）と助手のワトソン（林家きく姫）が登場。司会的役割を担当する（登場しないシリーズもあり）。

テーマソング音楽：全曜日とも2008年度までは中村幸代、2009年度以降は窪田ミナが作曲・演奏を担当（曜日ごとに違った音楽が採用される）した。

## 放送リスト

### 月曜日

#### この人この世界
1. 2005年4 - 5月：「個性がプロ野球を救う」佐々木信也
2. 2005年6 - 7月：「日本一多くの木を植えた男」宮脇昭
3. 2005年8 - 9月：「夢枕獏の奇想家列伝」夢枕獏
4. 2005年10 - 11月：「わが"サル学"一代記」河合雅雄
5. 2005年12月 - 2006年1月：「禁断の科学　軍事・遺伝子・コンピュータ」池内了（聞き手・山口勝）
6. 2006年2 - 3月：「脳を鍛える」川島隆太
7. 2006年4 - 5月：「日本のサッカーが世界一になる日」川淵三郎
8. 2006年6 - 7月：「アフガニスタン・命の水を求めて（ある日本人医師の苦闘）」中村哲
9. 2006年8 - 9月：「だから失敗は起こる」畑村洋太郎
10. 2006年10 - 11月：「ギョッとする江戸の絵画」辻惟雄
11. 2006年12月 - 2007年1月：「長寿の謎を解く」家森幸男
12. 2007年2 - 3月：「アンコール遺跡　残された歴史のメッセージ」石澤良昭
13. 2007年4 - 5月：「ほとけさまが教えてくれた　仏像の技と心」薮内左斗司
14. 2007年6 - 7月：「日本語のカタチとココロ」金田一秀穂
15. 2007年8 - 9月：「虫の目になりたい」栗林慧
16. 2007年10 - 11月：「ニッポン近代化遺産　明治・大正・昭和　知られざる物語」清水慶一
17. 2007年12月 - 2008年1月「長寿企業は日本にあり」野村進
18. 2008年2 - 3月：「悲劇のロシア　ドストエフスキーからショスタコーヴィチへ」亀山郁夫
19. 2008年4 - 5月：「源氏物語の男君たち」瀬戸内寂聴
20. 2008年6 - 7月：「オペラ偏愛主義」島田雅彦
21. 2008年8 - 9月：「神になった日本人」小松和彦
22. 2008年10 - 11月：「孟嘗君と戦国時代」宮城谷昌光
23. 2008年12月 - 2009年1月：「ロボット未来世紀」浅田稔
24. 2009年2 - 3月：「「顔」って何だろう？」馬場悠男

#### 探究 この世界
1. 2009年4 - 5月：「極付歌舞伎謎解（きわめつきかぶきのなぞとき）」松井今朝子
2. 2009年6 - 7月：「鉄道から見えてくる日本」原武史
3. 2009年8 - 9月：「不滅の歌謡曲」なかにし礼
4. 2009年10 - 11月：「池澤夏樹の世界文学ワンダーランド」池澤夏樹

### 火曜日

#### 私のこだわり人物伝
1. 2005年4月：「池波正太郎・人生の職人に学ぶ」山本一力
2. 2005年5月：「藤沢周平・日本人が美しかった頃」黒土三男
3. 2005年6月：「向田邦子・女と男の情景」太田光
4. 2005年7月：「市川雷蔵・華麗なる翳り」村松友視
5. 2005年8月：「美空ひばり・泣くことの力」山折哲雄
6. 2005年9月：「古今亭志ん生・えー、人生とォいうものは」山本晋也
7. 2005年10月：「談志が語る手塚治虫・天才の条件」立川談志
8. 2005年11月：「あしたの神話・岡本太郎」石井竜也
9. 2005年12月：「江戸川乱歩・幻影城へようこそ」大槻ケンヂ
10. 2006年1月：「大うそが語る『真実』・山田風太郎」鹿島茂
11. 2006年2月：「目利きの肖像・白洲正子」細川護熙
12. 2006年3月：「柳田國男・詩人の魂」吉増剛造
13. 2006年4月：「寺山修司・私と彼のただならぬ関係」美輪明宏
14. 2006年5月：「松田優作・アニキの呼び声」リリー・フランキー
15. 2006年6月：「チャップリン・なぜ世界中が笑えるのか」大野裕之
16. 2006年7月：「モーツァルト・神か天才か、それともアホか」桂小米朝
17. 2006年8月：「ジャイアント馬場・巨人伝説」香山リカ
18. 2006年9月：「円谷英二・特撮の神様」[1]唐沢俊一
19. 2006年10月：「三波春夫・わが愛しの日本人」森村誠一
20. 2006年11月：「折口信夫・古代から来た未来人」中沢新一
21. 2006年12月：「種田山頭火・遥か見る無頼人生」仲畑貴志
22. 2007年1月：「白瀬矗・不肖宮嶋白瀬矗先生に捧ぐ」宮嶋茂樹
23. 2007年2月：「佐治敬三・良く稼ぎ、良く使え」堺屋太一
24. 2007年3月：「武満徹・音の森への旅」篠田正浩
25. 2007年4月：「オードリー・ヘプバーン・永遠のアイドル」神田紅、森英恵、斉藤由貴、黛まどか（4人が週代わりで講師を務めた）
26. 2007年5月：「マイルス・デイビス・帝王のマジック」 菊地成孔
27. 2007年6月：「開高健・悠々として急げ」 重松清
28. 2007年7月：「夏目漱石・悩む力」 姜尚中
29. 2007年8月：「城山三郎・「昭和」と格闘したサムライ」 杉浦有一、井上紀子、真山仁、佐高信、平松守彦
30. 2007年9月：「植木等・世の中スイスイ「無責任」」 大林宣彦、森永卓郎、佐野史郎、小松政夫
31. 2007年10月：「白洲正子・目利きの肖像」 細川護煕
32. 2007年11月：「澁澤龍彦・眼の宇宙」 四谷シモン、金子國義、細江英公、巌谷國士
33. 2007年12月：「チェ・ゲバラ・革命への旅」 戸井十月
34. 2008年1月：「久世光彦・昭和を愛した不良」樹木希林、大石静、伊集院静、小林亜星
35. 2008年2月：「白川静・漢字に遊んだ巨人」松岡正剛
36. 2008年3月：「色川武大・穏やかにアウトロー」柳美里
37. 2008年4月：「カラヤン・時代のトリックスター」天野祐吉
38. 2008年5月：「グレン・グールド〜鍵盤のエクスタシー」宮澤淳一
39. 2008年6月：「横溝正史・日本を見つめた探検小説家」真山仁
40. 2008年7月：「愛しの悪役レスラーたち（グレート東郷、フレッド・ブラッシー、アンドレ・ザ・ジャイアント、大木金太郎）」森達也
41. 2008年8月：「永井荷風・「お一人さま」の天才」坪内祐三、半藤一利、坂崎重盛、持田叙子
42. 2008年9月：「伊丹十三・カメレオン男のトリック」村松友視、浅井愼平、南伸坊、白井佳夫
43. 2008年10月：「中原中也・口惜（くや）しき人」町田康
44. 2008年11月：「阿久悠・時を刻んだ詞（ことば）」秋元康、篠田正浩、小西良太郎、船村徹
45. 2008年12月：「マハトマ・ガンジー・現代への挑戦状」中島岳志
46. 2009年1月：「松下幸之助・哲学した経営者」北康利
47. 2009年2月：「小篠綾子・92年生涯青春」元生茂樹、コシノヒロコ、コシノジュンコ、藤本義一
48. 2009年3月：「星野道夫・生命(いのち)へのまなざし」今森光彦、湯川豊、星野直子、池澤夏樹

#### 歴史は眠らない
1. 2009年4月：「県境の謎を解く」 藻谷浩介
2. 2009年5月：「韓流シネマ 抵抗の軌跡」 李鳳宇
3. 2009年6月：「智慧の結晶 お経巡礼」 ひろさちや
4. 2009年7月：「裁判員制度への道」 青木人志
5. 2009年8月：「日本くじら物語」秋道智彌
6. 2009年9月：「戦後日本 漢字事件簿」円満字二郎
7. 2009年10月：「ニッポン借金事情」井原今朝男
8. 2009年11月：「暗い時代こそ笑いとばせ!」小沢昭一
9. 2010年2月：「ニッポン 母の肖像」香山リカ
10. 2010年3月：「貧困国家 日本の深層」内橋克人

### 水曜日

#### なんでも好奇心
1. 2005年4月：「横浜中華街・人・街・食の歴史物語」山崎洋子・山下清海
2. 2005年5月：「京都モダン・建築で訪ねる古都の近代」中川理
3. 2005年6月：「漱石の歩いた東京」柳家花緑・半藤一利
4. 2005年7月：「米朝の上方歌舞伎案内」桂米朝・桂吉坊
5. 2005年8月：「TOKYO1945」工藤美代子
6. 2005年9月：「ワイナリーへいらっしゃい・探訪・日本人のためのワイン」森田美由紀
7. 2005年10月：「縄文ミステリーツアー」小山修三・白井貴子
8. 2005年11月：「京菓子を遊ぶ」山口富蔵（聞き手・光浦靖子）
9. 2005年12月：「世阿弥の佐渡を歩く」瀬戸内寂聴
10. 2006年1月：「極私的骨董入門・本当の目利きになりたい」尾久彰三
11. 2006年2月：「本物の温泉・温泉教授と探る湯の力・湯の里の魅力」松田忠徳（聞き手・山本哲也）
12. 2006年3月：「パトリス・ジュリアンの精進料理を学ぼう!!」パトリス・ジュリアン（最終シリーズ）

#### 人生の歩き方
1. 2006年4月：「孤独という道連れ」岸惠子
2. 2006年5月：「いのちのスープ」辰巳芳子
3. 2006年6月：「ど真剣に生きる」稲盛和夫
4. 2006年7月：「ダメな奴なんていない」萩本欽一
5. 2006年8月：「キレイの美学」佐伯チズ
6. 2006年9月：「中古美品?」赤瀬川原平
7. 2006年10月：「死こそわが友」なかにし礼
8. 2006年11月：「夜間中学校は僕らのふるさと」見城慶和
9. 2006年12月：「まいにち　ばらいろ」田辺聖子
10. 2007年1月：「僕が居場所を見つけるまで」宮本亜門
11. 2007年2月：「死ぬまで生き直せる」池田理代子
12. 2007年3月：「わが仕事人生」新藤兼人
13. 2007年4月：「人生は一度かぎり」都はるみ
14. 2007年5月：「「挫折」が生んだノーベル賞」小柴昌俊
15. 2007年6月：「男と女の旅路」加藤登紀子
16. 2007年7月：「子どもの命みつめて」細谷亮太
17. 2007年8月：「美味しゅうございます」岸朝子
18. 2007年9月：「「雑草」がつかんだ日本一」春口廣
19. 2007年10月：「常識との闘い」見城徹
20. 2007年11月：「「なりゆき」を生きる」玄侑宗久
21. 2007年12月：「こどもたちへの伝言」宮城まり子
22. 2008年1月：「流転の歳月」宮本輝
23. 2008年2月：「逆転の発想」野村克也
24. 2008年3月：「戦場を撮る　人間を撮る」石川文洋
25. 2008年4月：「一人では歩けなかった」仲代達矢
26. 2008年5月：「顔がイノチ！」荒木経惟
27. 2008年6月：「百歳まで生きるでしょう」水木しげる
28. 2008年7月：「子どもの命みつめて」細谷亮太
29. 2008年8月：「声なき声を聞く」澤地久枝
30. 2008年9月：「生きものの豊かな田んぼ」岩澤信夫
31. 2008年10月：「正義の味方はカッコ悪い！」やなせたかし
32. 2008年11月：「「少年」の心得」横尾忠則
33. 2008年12月：「“血”の咆哮」梁石日
34. 2009年1月：「虚と実を生きる」三國連太郎
35. 2009年2月：「私はあきらめへん」井村雅代
36. 2009年3月：「人形が教えてくれた」辻村寿三郎

#### こだわり人物伝
1. 2009年4月：「伝説となった横綱たち〜“品格”の系譜」 デーモン小暮閣下
2. 2009年5月：「ヴィクトル・スタルヒン〜野球がパスポートだった」 門田隆将
3. 2009年6月：「花菱アチャコ〜“笑いの神様”はお人好し」 桂三枝（現・桂文枝）
4. 2009年7月：「緒形拳〜振り子を大きく」 垣井道弘
5. 2009年8月：「グレン・グールド〜鍵盤のエクスタシー」宮澤淳一（火曜日・私のこだわり人物伝・2008年5月の再放送）
6. 2009年9月：「森有正〜還っていく場所」片山恭一
7. 2009年10月：「女（わたし）が愛した作家 太宰治」角田光代、辛酸なめ子、西加奈子、田口ランディ
8. 2009年11月：「松本清張 孤高の国民作家」 阿刀田高、みうらじゅん、小森陽一、辻井喬
9. 2009年12月：「岡部伊都子 弱き者へのまなざし」 佐高信、落合恵子、窪島誠一郎
10. 2010年1月：「小津安二郎 小津安二郎は落語だ!」 立川志らく
11. 2010年2月：「孤高のフォークシンガー 高田渡」 なぎら健壱

### 木曜日

#### 歴史に好奇心
1. 2006年4月：「日本刀なるほど物語」牧秀彦
2. 2006年5月：「明治美人帖」佐伯順子
3. 2006年6月：「お金で買えない商人魂」藤本義一
4. 2006年7月：「拝見・武士の家計簿」磯田道史
5. 2006年8月：「江戸時代・夏の一日」柳家花緑
6. 2006年9月：「黄金島・ジパング〜謎解き、金の日本史」荒木信義
7. 2006年10月：「江戸の教育に学ぶ」小泉吉永
8. 2006年11月：「西洋料理と日本人」勝見洋一
9. 2006年12月：「京都名庭　こう見てよし!」白幡洋三郎 尼崎博正
10. 2007年1月：「日本酒なるほど物語」小泉武夫
11. 2007年2月：「江戸のなんでも見てやろう　〜絢爛!博物誌の世界」柳家花緑
12. 2007年3月：「京都きもの玉手箱」通崎睦美
13. 2007年4月：「日中二千年　漢字とのつきあい」加藤徹
14. 2007年5月：「漢方なるほど物語」小曽戸洋
15. 2007年6月：「あの人は何を食べてきたか」柳家花緑
16. 2007年7月：「京都　花街　歴史をつくった奥座敷」相原恭子
17. 2007年8月：「拝見・武士の家計簿」磯田道史
18. 2007年9月：「江戸っ子に学ぶお金の使い方」石川英輔
19. 2007年10月：「お伊勢参り　ニッポン観光事始め」金森敦子
20. 2007年11月：「明治サイエンス事件帳」長山靖生
21. 2007年12月：「映画王国・京都　カツドウ屋の100年」中島貞夫
22. 2008年1月：「古今東西カレンダー物語」岡田芳朗、池上俊一、中牧弘允
23. 2008年2月：「嫉妬の劇場」山内昌之
24. 2008年3月：「明治美人帖」佐伯順子
25. 2008年4月：「いつ　なぜ　日本の選挙制度」玉井清、加藤秀治郎
26. 2008年5月：「日本コレクション奇譚」瀬木慎一 小和田哲男 橋爪節也 小田部雄次
27. 2008年6月：「江戸の色恋ものがたり」田中優子
28. 2008年7月：「大江戸グルメ考」服部幸應、青木直己、大久保洋子
29. 2008年8月：「日中二千年　漢字とのつきあい」加藤徹（2007年4月の再放送）
30. 2008年9月：「「水滸伝」から中国史を読む」北方謙三
31. 2008年10月：「あ〜極楽の銭湯史」町田忍
32. 2008年11月：「万葉びとに恋愛を学ぶ」上野誠
33. 2008年12月：「ナナメ読み　忠臣蔵」山本博文
34. 2009年1月：「戦国名軍師列伝」小和田哲男
35. 2009年2月：「野望の"錬金術"百年の興亡」朝倉喬司
36. 2009年3月：「日本コレクション奇譚」瀬木慎一 小和田哲男 橋爪節也 小田部雄次（2008年5月の再放送）

#### 仕事学のすすめ
1. 2009年4月：「人心巻き込み力」 藤巻幸夫
2. 2009年5月：「おもてなし販売論」 林文子
3. 2009年6月：「わがドラッカー流経営論」 柳井正
4. 2009年7月：「スピード突破力」 藤原和博
5. 2009年8月：「働く女性 課題克服仕事論」 勝間和代
6. 2009年9月：「“ワーク・ライフ”超両立論」 佐々木常夫
7. 2009年10月：「国際支援流 危機乗り切り力」 木山啓子
8. 2009年11月：「現場流 スーパー人事力」 新井良亮
9. 2009年12月：「人を動かすデザイン力」 佐藤可士和
10. 2010年3月：「誰にも負けない ものづくり術」 岡野雅行

## 番組連動雑誌
- 同番組では隔月刊で各曜日別のテキストをNHK出版協会から発行する（日本語なるほど塾は2004年度も月刊でテキストを出版していた）。

## 2010年度以降
2010年度
- 月曜日：極める!（2009年度の「探求この世界」の続編）
月曜日はこれまで2ヶ月1シリーズだったが、2010年度から全部1ヶ月1シリーズになる。
- 火曜日：歴史は眠らない（2009年度から継続）
- 水曜日：こだわり人物伝（同上）
- 木曜日：仕事学のすすめ（同上）

2011年度
- 極める!
月22:25 - 22:50、再放送月11:30 - 11:55
- さかのぼり日本史
火22:00 - 22:25、再放送火5:10 - 5:35、13:05 - 13:30
- 100分de名著
水22:00 - 22:25、再放送水5:35 - 6:00、11:30 - 11:35
- 仕事学のすすめ
水22:25 - 22:50、再放送水5:10 - 5:35、13:05 - 13:30

2012年度以降
極める！と仕事学のすすめは終了。さかのぼり日本史も終了したものの、歴史番組の系譜を継いで先人たちの底力 知恵泉となり、100分de名著とともに2024年時点でも放送されている。